# 排卵期出血
排卵期出血（英語：Ovulation bleeding），又称经间期出血，是一类有规律的经间期出血症状。

## 介绍
在正常的月经周期中，第12—14天是排卵日期。排卵期出血情况，是指在此期间雌性激素高峰急速下降，不能维持子宫内膜成长，导致子宫内膜部分脱落出血；也可因为排卵期成熟卵泡分泌雌激素过多，导致子宫内膜充血，引起红血球漏出。
排卵期出血往往和女性情绪性压力有关，通常属于正常情况。如果确系排卵期出血，通常出血周期为半天至两天，可不必治疗。如量较多时，可适当使用止血药。有时在排卵期出血的同时，伴有下腹疼痛不适的感觉，这种下腹疼痛可能是由于排卵时盆腔内有浆液性、血性渗出或少量血液积聚造成的。如疼痛较轻、时间较短能用局部热敷止痛者不必药物治疗，如疼痛较剧、且久不能缓解者，须经医生检查，是否存在其他的疾病。
在生育年龄的已婚妇女要注意在此期间的避孕，排卵期出血和月经不同。